# Spyridium burragorang
Spyridium burragorang är en brakvedsväxtart som beskrevs av K.R.Thiele. Spyridium burragorang ingår i släktet Spyridium och familjen brakvedsväxter. Inga underarter finns listade i Catalogue of Life.

## Bildgalleri

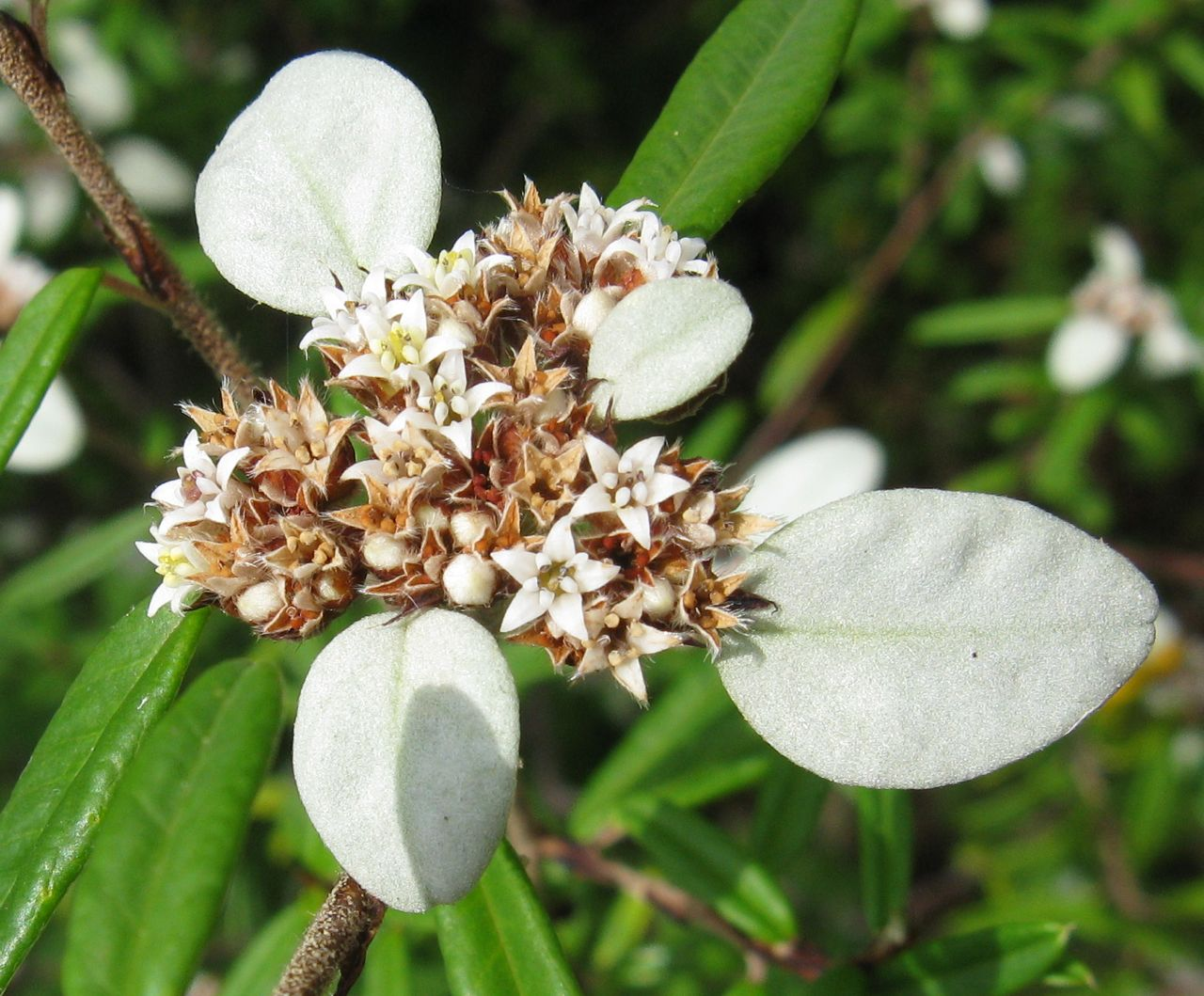